# Don Vito Corleone
Vito "Nașul" Andolini Corleone (n. 7 decembrie 1891, Corleone, Sicilia, Italia, d. 14 august 1955, New York City, New York, Statele Unite) este un personaj fictiv în romanul lui Mario Puzo, Nașul, precum și în trilogia de filme bazate pe carte, în regia lui Francis Ford Coppola. În filme, Vito Corleone este interpretat de Marlon Brando în Nașul și de Robert De Niro în Nașul: Partea II.

## Istoric
- În anul (... necunoscut ...) comunitatea din Corleone, Sicilia, Italia a fost atacată de ( ...nu se stie... ).Vito la vârsta de 8-9 ani după moartea mamei sale comisa de Don Ciucci a fugit în America cu vaporul. Ajuns în SUA, este întrebat de paznicii portului:care este numele sau".El necunoscand limba nu intelesese așa că un traducător ii traduse "Cum te chema"acesta aratase biletul cu care a călătorit la bărbatul din ghișeu si il trecuse Vito Corleone,Corleone fiind un sat unde a trăit el în Sicilia.